# Persimetrična matrika
Persimetrična matrika je lahko:
- kvadratna matrika, ki je simetrična glede na diagonalo, ki poteka od zgornjega desnega kota v spodnji levi kot (antidiagonala)
- kvadratna matrika, ki ima takšne vrednosti, da so v vsaki vrstici, ki je pravokotna na glavno diagonalo, vrednosti enake.

Po prvi definiciji za matriko {\displaystyle A\!\,} velja:
{\displaystyle a_{ij}=a_{n-j+1,n-i+1}\,} za vse {\displaystyle i\,} in {\displaystyle j\!\,}.
Zgled  za takšno matriko je:
{\displaystyle A={\begin{bmatrix}a_{11}&a_{12}&a_{13}&a_{14}&a_{15}\\a_{21}&a_{22}&a_{23}&a_{24}&a_{14}\\a_{31}&a_{32}&a_{33}&a_{23}&a_{13}\\a_{41}&a_{42}&a_{32}&a_{22}&a_{12}\\a_{51}&a_{41}&a_{31}&a_{21}&a_{11}\end{bmatrix}}.}.
To se lahko zapiše tudi kot:
{\displaystyle AJ=JA^{T}\!\,,}
kjer je z {\displaystyle J\,} označena matrika zamenjave. Persimetrične matrike včasih imenujejo tudi bisimetrične matrike.
Matrike, ki odgovarjajo značilnosti po drugi definiciji, se imenujejo tudi Hankelove matrike. Zgled takšne matrike je:
{\displaystyle A={\begin{bmatrix}r_{1}&r_{2}&r_{3}&\cdots &r_{n}\\r_{2}&r_{3}&r_{4}&\cdots &r_{n+1}\\r_{3}&r_{4}&r_{5}&\cdots &r_{n+2}\\\vdots &\vdots &\vdots &\ddots &\vdots \\r_{n}&r_{n+1}&r_{n+2}&\cdots &r_{2n-1}\end{bmatrix}}.}